# 白玛才旺
白玛才旺（1950年12月—），男，藏族，西藏林芝人，中华人民共和国政治人物。曾任西藏自治区人民政府副主席，西藏自治区政协副主席。
2009年8月，中华职业教育社第十次全国代表大会召开，他出任中华职业教育社第十届理事会常务理事。